# سفارت دانمارک در مسکو
سفارت دانمارک در مسکو (به لاتین: Embassy of Denmark) یک سفارت در روسیه است که در مسکو واقع شده‌است.